# Kilala Princess
Kilala Princess (Disney's きらら☆プリンセス?, Dizunii Kirara☆Purinsesu) è un manga scritto da Rika Tanaka e disegnato da Nao Kodaka dal 2005 al 2007. I primi 15 capitoli sono stati pubblicati da Kōdansha nel mensile Nakayoshi, mentre gli ultimi 8 nel quadrimestrale Nakayoshi Lovely. La serie è stata poi raccolta in 5 volumi tankōbon.

## Trama
Kilala Reno frequenta il liceo e sogna di trovare il principe azzurro come le Principesse Disney, che ammira molto. Un giorno, tornata da scuola, nel giardino di casa sua trova un ragazzo addormentato, Rei, principe di Paradisus. Egli è alla ricerca della Settima Principessa, la Prescelta, che salverà il suo regno dai disastri che lo hanno colpito. Per trovarla, deve viaggiare per i mondi delle Principesse Disney e raccogliere le loro gemme che, una volta incastonate nella tiara della Settima Principessa, la risveglieranno. Kilala decide di unirsi a lui nella ricerca.

## Personaggi

### Personaggi principali
Kilala Reno (きらら・リーノ?, Kirara Reeno)
Studentessa del liceo, abita nella città di Avalon, le piace il mondo Disney, in particolare le Principesse Disney, e sogna di trovare il principe azzurro come è successo a loro. È goffa, impulsiva, brillante, curiosa e vivace, infrange spesso le regole e non sopporta le ingiustizie. I suoi genitori si sono trasferiti a Paradisus per far curare sua madre, molto ammalata, quindi vive da sola. Ritornano nel capitolo 10, ma non sono riusciti ad ottenere nessuna cura perché è scoppiata la ribellione contro la casata reale di Paradisus. Non sa nuotare molto bene. Si innamora di Rei e decide di diventare una principessa forte come le Principesse Disney per aiutarlo. Diventa la Settima Principessa, la cui gemma è lo smeraldo, e, grazie al potere della tiara, fa rivivere Paradisus, di cui diventa la principessa, sposando Rei.
Rei (レイ?)
Principe di Paradisus, è gentile, coraggioso e forte. Mentre è alla ricerca della Settima Principessa, nel suo regno scoppia una ribellione contro la casata reale e il governo viene spodestato. È un ottimo ballerino. Gli piace mangiare e la colazione è il suo primo pensiero quando si sveglia. È molto popolare tra le compagne di scuola di Kilala. Si innamora di Kilala e, al termine della serie, si sposano.

### Le Principesse Disney
Biancaneve
Compare nei capitoli 2 e 3. Quando conosce Kilala e Rei (che nel suo mondo diventano due nanetti), la regina è già stata sconfitta. La sua gemma è il rubino. Insieme a lei compaiono anche i Sette Nani.
Ariel
Compare nei capitoli dal 6 al 9. Quando conosce Kilala e Rei (che nel suo mondo possono respirare sottacqua) non ha ancora incontrato Eric e non conosce l'amore. Non avendo mai visto gli umani, è convinta che Kilala sia un pesce dei mari del sud. La sua gemma è l'acquamarina. Insieme a lei compaiono anche Sebastian, Flounder, Scuttle e Re Tritone.
Cenerentola
Compare nei capitoli 13 e 14. Incontra Kilala il giorno del ballo a palazzo e le dà qualche lezione per diventare una vera principessa. La sua gemma è il diamante. Insieme a lei compaiono anche la Fata Smemorina, il Principe, Tobia, Lucifero, Giac e GasGas.
Belle
Compare nei capitoli 16 e 17. Quando incontra Kilala e Rei, è ancora al servizio della Bestia. La sua gemma è l'ambra. Insieme a lei compaiono anche Lumière, Tockins, Mrs. Bric, Chicco e la Bestia.
Aurora
Compare nel capitolo 18. Incontra Kilala, Rei e Sylphy nel giorno del suo diciassettesimo compleanno. La sua gemma è il quarzo rosa. Insieme a lei compaiono anche Flora, Fauna e Serenella.
Jasmine
Compare nei capitoli 20 e 21. Incontra Kilala, Rei e Sylphy mentre sta tornando al castello con il principe Ali Ababwa. Viene rapita da Valdou, in combutta con Jafar, ma Kilala, grazie all'aiuto del Genio della lampada, riesce a ritrovarla. La ragazza diventa la sua prima amica e, come simbolo della loro amicizia, Jasmine le dona il fiore che le aveva regalato Aladdin. Esso si trasforma poi nella sua gemma, l'ametista. Insieme a lei appaiono anche Aladdin, il Tappeto volante, Iago e il Genio.

### Nemici
Valdou (バルドー?, Barudō)
Guardia del corpo e attendente di Rei, lo accompagna alla ricerca della Settima Principessa. Nel capitolo 11 si scopre essere il capo del complotto contro la famiglia reale di Paradisus. Vuole che il regno prosperi, ma sotto il controllo degli androidi, che, al contrario degli umani, non hanno sentimenti e non combinano guai. Egli stesso non è un essere umano, ma una macchina. Sostiene che il cuore delle persone sia inutile e senza valore. Utilizzando una macchina speciale, cancella le emozioni degli abitanti di Paradisus per farli diventare obbedienti. Viene sconfitto da Rei.
Grimilde
Regina e matrigna di Biancaneve. Kilala pensava che fosse stata sconfitta, ma in realtà era ancora viva, probabilmente tenuta in vita dalla sua ossessione per la bellezza. Cerca di impadronirsi della tiara della Settima Principessa. Alla fine cade in un calderone di pozione e si trasforma in un avvoltoio; poi vola via.
Ursula
Strega dei mari, ruba la tiara della Settima Principessa e rapisce Rei per sposarlo e diventare regina. È lei a rivelare a Kilala le origini nobili di Rei, delle quali era all'oscuro. Viene sconfitta da Kilala utilizzando il potere della tiara.
Lady Tremaine, Anastasia e Genoveffa
Matrigna e sorellastre di Cenerentola, cercano in ogni modo di impedirle di andare al ballo. Entrano accidentalmente in possesso della tiara della Settima Principessa e decidono di usarne i poteri per far innamorare il principe di Genoveffa. A causa del furto, la Fata Smemorina arriva in ritardo e compie solo incantesimi più deboli, di durata minore.
Gaston
Uomo presuntuoso, narcisista e violento, tormenta Belle. Ruba l'orologio della Bestia, nel quale è contenuta una delle gemme della tiara della Settima Principessa.
Malefica
Strega antagonista di Aurora, si presenta al ricevimento per il diciassettesimo compleanno della principessa sotto le mentite spoglie di Lady Malecent. In dono porta una rara rosa (avvelenata) che fiorisce ogni 100 anni, ma Kilala riesce a distruggerla prima che Aurora la tocchi. Successivamente, Malefica sorprende Aurora e Kilala e le avvolge con i suoi rovi velenosi. Kilala protegge Aurora con il suo corpo, ma viene punta e si addormenta. Viene salvata dal bacio di Rei.
Jafar
Fa arrestare Aladdin con l'accusa di aver rapito Jasmine. Ha intenzione di sposare Jasmine per impossessarsi del tesoro reale.

### Altri personaggi
Tippe (ティッピ?, Tippi)
Topo delle piramidi di Kilala, è una femmina, sa volare e viaggia sempre con la sua padrona e Rei. Nei mondi delle Principesse Disney può parlare. Scrive la storia di Kilala sul Libro delle Principesse, in modo che possa essere ricordata e tramandata.
Erica Ange (エリカ･アンジュ?, Erika Anju)
Migliore amica di Kilala, la salva spesso dai guai e cerca di frenare il suo carattere impulsivo. È una ragazza gentile, amata da tutti. Vorrebbe essere come Kilala. È stata incoronata Principessa della scuola. Convinti che sia la Settima Principessa, gli uomini di Valdou la rapiscono per sbarazzarsene. Una volta scoperto che non è lei, la lasciano nella Foresta Proibita di Avalon, dove Kilala e Rei la ritrovano addormentata e priva di ricordi circa il suo rapimento. Mentre era nelle mani degli uomini di Valdou, l'hanno ipnotizzata per costringerla a rubare la tiara della Settima Principessa. Kilala riesce a salvarla prima che venga uccisa dopo aver eseguito il compito.
Sylphy (シルフィ?, Shirufi)
Arrogante, pungente ed egoista, è la principessa di Floradiso, un regno vicino a Paradisus. Violinista di fama mondiale, è la promessa sposa di Rei, che chiama sempre "darling", mai con il suo nome. È esperta di arte e non si preoccupa di quello che dice, anche a costo di ferire gli altri. Si allea con Valdou: gli consegnerà la tiara se le permetterà di sposare Rei. Tuttavia, Kilala riesce a convincerla a tornare dalla loro parte, facendo leva sui sentimenti che Sylphy prova per Rei.
Kenta
Compagno di scuola di Kilala, si diverte a prenderla in giro perché viene continuamente sgridata dalla preside. È innamorato di Erica.
Signorina Manners
Preside del liceo frequentato da Kilala. È molto severa.

## Manga
Il manga ha iniziato la serializzazione su Nakayoshi, rivista della casa editrice Kōdansha, dal numero di aprile 2005, pubblicato il 3 marzo precedente. Successivamente, a partire dal capitolo 16, la pubblicazione è diventata quadrimestrale, in seguito al trasferimento della serie su Nakayoshi Lovely. La serie si è conclusa nel numero di gennaio 2008 con il capitolo 23 ed è stata raccolta in 5 tankōbon pubblicati dal 5 settembre 2005 al 6 marzo 2008. Tra il 2008 e il 2009 è stata adattata in un romanzo in due volumi.
Oltre che in Giappone, il manga è stato pubblicato negli Stati Uniti da Tokyopop, a Singapore da Chuang Yi e in Germania da Egmont Manga. In Italia la serie è stata pubblicata da Panini Comics sotto l'etichetta Planet Manga nella collana Disney Next Gen dal 2 novembre 2023 al 18 aprile 2024.
| Nº | Data di prima pubblicazione | Data di prima pubblicazione | Data di prima pubblicazione | Data di prima pubblicazione                                                |
| Nº | Giapponese                  | Giapponese                  | Italiano                    | Italiano                                                                   |
| -- | --------------------------- | --------------------------- | --------------------------- | -------------------------------------------------------------------------- |
| 1  | 5 settembre 2005            | ISBN 4-06-364090-6          | 2 novembre 2023             | ISBN 978-88-287-6880-7 (ed. regolare) ISBN 978-88-287-5907-2 (ed. Variant) |
| 2  | 3 marzo 2006                | ISBN 4-06-364105-8          | 11 gennaio 2024             | ISBN 978-88-287-7141-8                                                     |
| 3  | 4 settembre 2006            | ISBN 4-06-364118-X          | 15 febbraio 2024            | ISBN 978-88-287-7579-9                                                     |
| 4  | 6 aprile 2007               | ISBN 978-4-06-364143-1      | 14 marzo 2024               | ISBN 978-88-287-8431-9                                                     |
| 5  | 6 marzo 2008                | ISBN 978-4-06-364178-3      | 18 aprile 2024              | ISBN 978-88-287-8087-8                                                     |